# Navidad con Tlen-Huicani
Navidad con Tlen-Huicani es el octavo álbum de estudio de la agrupación mexicana Tlen-Huicani, lanzado a nivel mundial el 19 de diciembre de 2011.
Varias canciones de este disco fueron probadas en conciertos anteriores del grupo.
Es la última producción que cuenta con la participación de Ivan Velasco y Miguel López.

## Desarrollo
Desde la creación de Tlen-Huicani en 1973 se creó la tradición de que en diciembre se hagan una serie de conciertos navideños con villancicos populares de España y América Latina, y en este disco se hizo una recopilación de todos los temas navideños que el grupo había interpretado hasta 2011.
El disco comienza con Navidad Jarocha de Raúl Monge, uno de los integrantes de Tlen-Huicani.
También este disco cuenta con dos temas de la "Navidad Nuestra" de Ariel Ramírez La Peregrinación y Los Reyes Magos.
Rompemos Piñatas es una canción de la autoría del maestro Alberto de la Rosa, director y fundador del grupo, que compuso cuando era joven para un concurso de su universidad.
De la Rosa pasó su infancia en el pueblo de Acayucan, Veracruz, en donde conoció la tradición de la rama, que tiene muchas variantes; la versión de Navidad con Tlen-Huicani es la tradicional de aquel lugar.

## Lista de canciones
| Navidad con Tlen-Huicani |                             |                                     |          |  |
| N.º                      | Título                      | Escritor(es)                        | Duración |  |
| 1.                       | «Navidad Jarocha»           | Raúl Monge Alarcón                  | 3:51     |  |
| 2.                       | «Corre Caballito»           | D.P.                                | 3:22     |  |
| 3.                       | «La Peregrinación»          | Ariel Ramírez                       | 2:38     |  |
| 4.                       | «Los Peces en el Río»       | D.P.                                | 4:00     |  |
| 5.                       | «¿Qué Le Daremos al Niño?»  | D.P.                                | 4:38     |  |
| 6.                       | «Los Reyes Magos»           | Ariel Ramírez                       | 3:24     |  |
| 7.                       | «Rompemos Piñatas»          | Alberto Manuel De la Rosa Y Sánchez | 3:12     |  |
| 8.                       | «Si la Virgen Fuera Andina» | Luis Morales Bance/Isabel Herrera   | 3:57     |  |
| 9.                       | «Farolito»                  | Kike Santander                      | 4:26     |  |
| 10.                      | «La Paseada»                | D.P.                                | 3:20     |  |
| 11.                      | «Villancicos Argentinos»    | D.P.                                | 3:51     |  |
| 12.                      | «Mi Burrito Sabanero»       | Hugo Blanco                         | 4:07     |  |
| 13.                      | «Carpintero Fino»           | D.P.                                | 3:32     |  |
| 14.                      | «Arbolito de Navidad»       | Julieta Venegas                     | 3:54     |  |
| 15.                      | «La Rama»                   | D.P.                                | 5:17     |  |
| 16.                      | «El Viejo»                  | D.P.                                | 5:31     |  |
| 59:08                    |                             |                                     |          |  |